# Luc O'Shiell
Luc O'Shiell, né en 1677 à Dublin, mort le 18 février 1745 à Nantes, est un réfugié jacobite irlandais de Nantes, devenu un des principaux armateurs et négriers nantais du XVIIIe siècle.

## Biographie

### Origine
Il est le fils de Neil O'Shiell, marchand de Dublin, et de Marie O'Shiell (vers 1661-1717).
Il arrive à Nantes en 1689 à l'âge de 12 ansavec ses parents. Vient aussi à Nantes Anne O'Shiell, qui est une tante de Luc, sœur soit de Neil O'Shiell, soit de Marie O'Shiell. Anne O'Shiell est depuis 1677 l'épouse  de James Clarke (les liens entre les familles O'Shiell et Clarke, renouvelés en 1753, sont donc antérieurs à leur venue en France).
Luc O'Shiell se fera naturaliser en 1707. 

### Carrière
À son arrivée à Nantes, il est certainement mis en apprentissage chez un autre armateur, mais ce point n'est pas documenté. Il apparaît dans la documentation en 1703 comme armateur au grand cabotage. De 1703 à 1708, il pratique cette activité, surtout vers l'Irlande, mais aussi vers la Suède (Stockholm) et les Pays-Bas espagnols. 
À partir de 1706, il commence le commerce en droiture (il ne s'agit donc pas de trafic négrier) avec les Antilles ; 20 expéditions en droiture sont recensées entre 1706 et 1715, dont 10 en association avec des partenaires, surtout irlandais : Jean O'Riordan, Thobie Clarke (1679-1759), fils de Jacques Clarke, avec lesquels les O'Shiell ont d'ailleurs des liens familiaux (infra.) et deux seules, ainsi que le Français Nicolas Bertrand. Grâce à la protection de la cour jacobite à Saint-Germain-en-Laye, il réussit à obtenir le droit de transporter des marchandises d'Irlande en Amérique sans avoir à les faire passer par Nantes.
Il commence la traite négrière en 1714 et réalise neuf expéditions de ce type jusqu'en 1721. Il s'associe d'abord avec des Nantais déjà habitués du commerce triangulaire, à une époque où il est le seul Irlandais de Nantes à le pratiquer. En 1717, il finance seul l'expédition du Saint Luc. En 1721, il subit la perte de trois navires, ce qui l'amène à se retirer de cette activité.
Par ailleurs, en 1708, Hélène Skerrett, veuve de Jean Ier Stapleton, se tourne vers lui pour en faire son procureur à Nantes, alors qu'elle doit partir pour les Antilles mettre un peu d'ordre dans ses affaires. Il prend alors probablement le relais d'un partenaire commercial de Jean Ier Stapleton, le marchand irlandais Jacques Rutlidge, qui a subi une faillite en 1703, dont il a du mal à se relever.
En 1722, il devient consul des marchands de Nantes.
En 1739, avec ses compatriotes Nicolas Luker et Antoine Walsh, il crée la première compagnie d'assurances françaises.

### Famille et descendance
Le 11 novembre 1709, il épouse Agnès Vanasse (1690-1724), fille de Pierre Vanasse, marchand à Nantes originaire de Hoorn (Gueldre). Luc O'Shiell apporte 100 000 livres de capital dans la corbeille de mariage, contre 20 000 pour l'épouse. La famille réside à la Fosse, paroisse Saint-Nicolas, comme la plupart des négociants nantais.
De ce mariage, naîtront plusieurs enfants dont quatre (trois filles et un fils) arriveront à l'âge adulte : 
- Agnès O'Shiell (1713[13]-1791[14]) épouse en 1733, Jean II Stapleton[15], né au Cap Français en 1697 et fils Jean Ier Stapleton, un armateur de la traite négrière, propriétaire de plantations de sucre sur l'île de Saint-Domingue, aux Antilles. Elle lui apporte une dot de 250 000 livres.

- Mary O'Shiell (née en 1715[16]) épouse en 1741 Antoine Walsh[17], fondateur de la Société d'Angola, autre figure des irlandais de Nantes et de l'armement nantais au XVIIIe siècle, qui a fondé la Société d'Angola, principal rival de Guillaume Grou dans la traite négrière. Elle lui apporte une dot de 80 000 livres.

- Anne O'Shiell (1720[18]-1793[19]) épousa en 1741 le négociant et armateur négrier nantais Guillaume Grou, né en 1698 à Nantes et mort en 1774, qui fit d'importants legs « en faveur de l'humanité » dont 200 000 livres destinées à la création d'un orphelinat à Nantes, où une rue de la ville et un immeuble, l'Hôtel-Dieu de Nantes portent son nom. De 1714 à 1765, la famille de son mari, les Grou, finance 114 expéditions, plus de la moitié pour la traite négrière. Entre 1748 et 1751, la nouvelle société Grou et Michel, dotée de capitaux supplémentaires, représente 21 % des expéditions négrières au départ de Nantes. La guerre de Sept Ans donne cependant un coup de frein à son activité. Elle apporte une dot de 100 000 livres[20].

- Luc Nicolas (1721[21]-1796) épouse en 1753[22] Marie Clarke, fille de Thobie Clarke et de Marie O'Riordan.

### Propriétés foncières et noblesse
À Nantes, la famille O'Shiell est installée dans le quartier de la Fosse, paroisse Saint-Louis, comme la plupart des armateurs nantais.
Luc O'Shiell a aussi acheté le manoir de la Placelière à Château-Thébaud, à 10 km au sud-est de Nantes, dans le Vignoble. Le domaine sera racheté deux après sa mort par son gendre, l'armateur Guillaume Grou, époux d'Anne, la plus jeune de ses filles. L'acte de vente de terres dépendant du domaine de La Placelière de 1747 établit que Château-Thébaud appartenait aux quatre enfants de Luc O'Shiell.
Dix ans après sa mort, la famille O'Shiell est reconnue d'origine noble par un arrêt du conseil et par lettres patentes de 1755. En 1781, deux lieutenants du régiment de Walsh viennent de la famille. 
Le blason de la famille est d'argent, au lion de gueules, accompagné en chef de deux gantelets et en pointe d'une étoile du même.